# 珀斯和北珀斯郡 (英國國會選區)
珀斯和北珀斯郡（英語：Perth and North Perthshire），英國國會蘇格蘭一郡選區，包括珀斯-金羅斯北部。選區設於2005年。
本區當區議員為蘇格蘭民族黨的皮特·威沙特。他在2010年大選以39.6%選票連任。2015年大選及2017年大選成功連任。